# Marmosops creightoni
Marmosops creightoni e вид опосум от семейство Didelphidae.
Това е ендемичен за Боливия вид обитаващ речна долина в департамента Ла Пас на надморска височина от 1800 до 3000 m. Космената покривка е тъмна като по корема постепенно изсветлява, а гърдите са бели. Млечните зърна са 9, опашката е почти гола. Дължината на тялото е 114 mm, тежат 32 - 54 g.